# KraussMaffei Extrusion

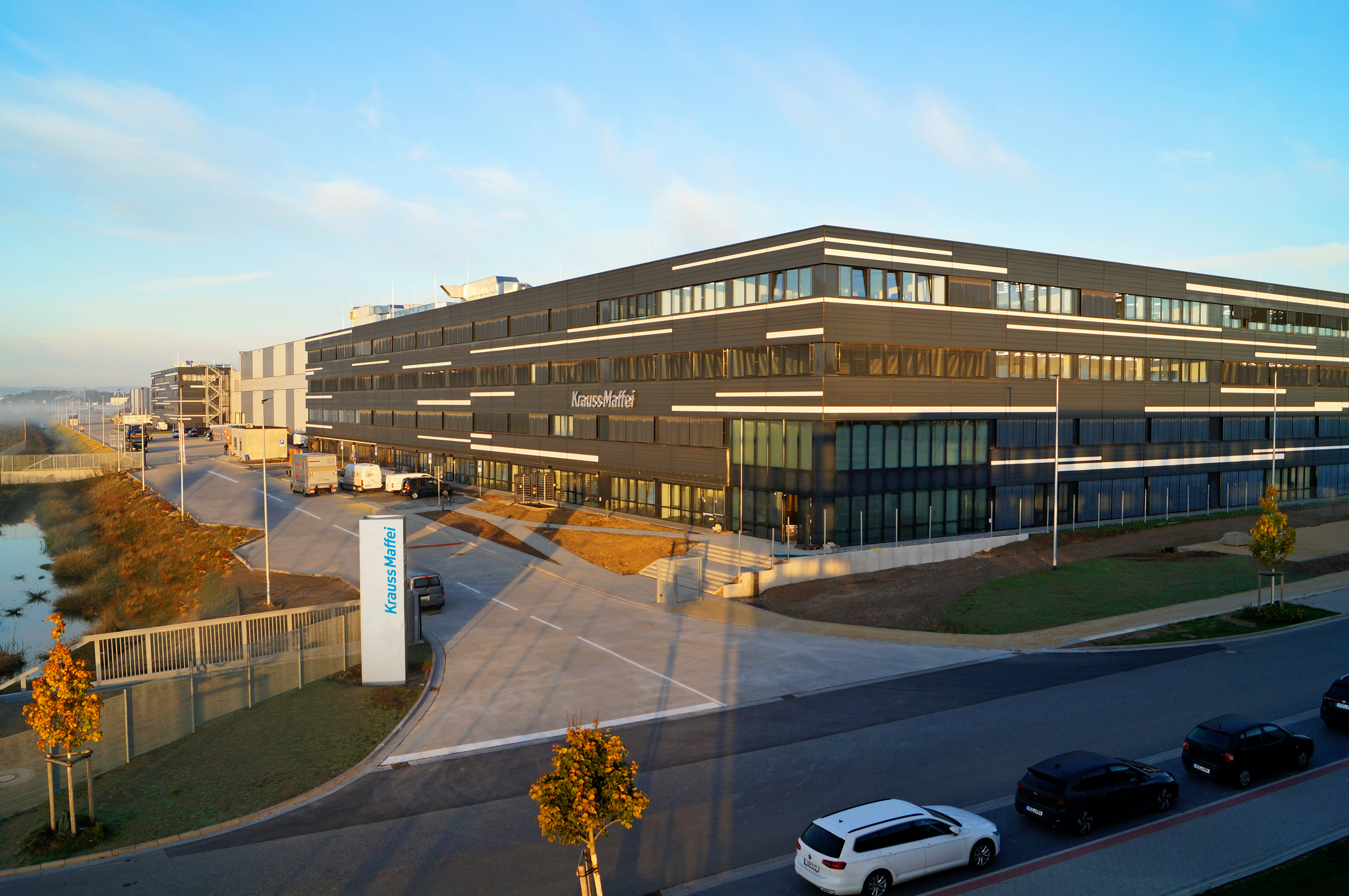
Unternehmenssitz in Laatzen

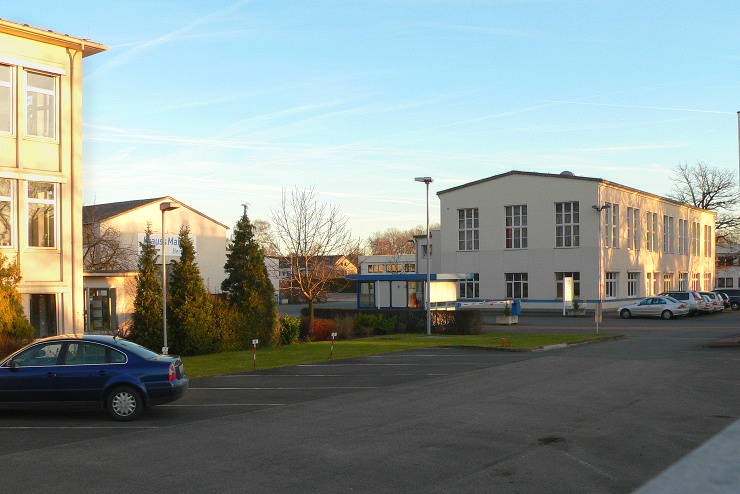
Früheres Werksgelände in Hannover

Die KraussMaffei Extrusion GmbH (ehemals KraussMaffei Berstorff) ist ein deutsches Unternehmen mit Hauptsitz in Laatzen. Es geht auf die Hermann Berstorff Maschinenbauanstalt zurück und gehört heute zur KraussMaffei Gruppe. 1998 übernahm die damalige Mannesmann-Tochter mehrheitlich die Anteile der Berstorff GmbH und bündelte 2007 alle ihre Extrusionsaktivitäten unter der neuen Marke KraussMaffei Berstorff. Am 3. Juli 2019 erfolgt die Namensänderung von KraussMaffei Berstorff in KraussMaffei Extrusion GmbH.

## Geschichte

Logo der Berstorff GmbH (bis 2007)

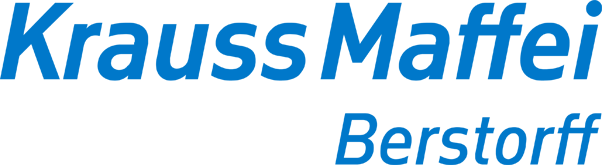
Logo des Unternehmens bis Juli 2019

Der Erfinder und Konstrukteur Hermann Berstorff (1846–1934) gründete 1897 in Hannover das Unternehmen Hermann Berstorff Maschinenbauanstalt. Er produzierte Schlauchmaschinen, Schneckenpressen und später Walzwerke. Wegen der starken Nachfrage kam es 1901 zu einer Betriebsverlagerung innerhalb von Hannover. 1919 wurde das heutige Firmengelände erworben, wo 1937 eine erste Halle entstand.
Während des Zweiten Weltkriegs wurden rund 60 % der Firmengebäude bei Bombenangriffen zerstört, die vor allem den nahe gelegenen Raffinerien (Deurag-Nerag) und der Misburger Zementindustrie galten.
Der Zusammenschluss mit KraussMaffei Technologies erfolgte im Jahr 1994. Seit dem Jahr 2007 agierte die Berstorff GmbH unter dem neuen Namen KraussMaffei Berstorff GmbH.
In den nachfolgenden Jahren fanden diverse Stakeholderwechsel statt. Im Januar 2016 wurde die KraussMaffei Gruppe für 925 Mio. € von ChemChina übernommen.
Seit Juli 2019 sind alle bisherigen Geschäftsmarken (KraussMaffei Technologies, KraussMaffei Berstorff und Netstal) zu einer einzigen Marke, KraussMaffei, fusioniert worden. Ebenfalls ist KraussMaffei seit Ende 2018 an der chinesischen Börse gelistet. 2022 zog das Unternehmen in den neu geschaffenen Standort in Laatzen südlich von Hannover um.
Heute zählt KraussMaffei Extrusion GmbH zu den weltweit führenden Anbietern von Extrusionsanlagen für die Herstellung und Verarbeitung von Kunststoffen und Kautschuk. Das Absatzprogramm umfasst neben Ein- und Zweischneckenextrudern, Kalander und Walzwerke auch komplette Fertigungslinien für die kunststoff- und gummiverarbeitende Industrie. Das Unternehmen ist Mitglied im Verband der Metallindustriellen Niedersachsens und wendet die Flächentarifverträge der niedersächsischen Metall- und Elektroindustrie an. Ein Großteil der Belegschaft ist in der IG Metall organisiert. Belegschaft, Betriebsrat und IG Metall haben seit 1945 zahlreiche Umstrukturierungen und Konflikte begleitet.
KraussMaffei Extrusion GmbH beschäftigt weltweit rund 800 Mitarbeiter, davon 730 im Hauptsitz in Laatzen und weitere 70 in Deutschland, Russland, der Volksrepublik China und den USA.

## Produkte
Extrusionsanlagen von KraussMaffei Extrusion GmbH werden in der Kunststoffverarbeitung eingesetzt: als Entgasungsextruder, zur Compoundierung, für die Rohr-, Profil-, Folien- und Plattenextrusion, die physikalische Verschäumung von Kunststoffen sowie zur Herstellung technischer Gummiartikel und Reifenhalbzeuge. Zu den Kunden von KraussMaffei Extrusion GmbH zählen Unternehmen der Großchemie, Automobil-, Bau-, Verpackungs- und Pharmaindustrie.